# Pedro Álvares Cabral
Pedro Álvares Cabral[A] (phát âm tiếng Bồ Đào Nha: [ˈpeðɾu ˈaɫvɐɾɨʃ kɐˈβɾaɫ] (sinh khoảng năm 1467 hoặc 1468 – mất khoảng năm 1520) là một nhà quý tộc, quân nhân, chỉ huy quân sự, hoa tiêu và nhà thám hiểm người Bồ Đào Nha được coi là người châu Âu đầu tiên phát hiện ra Brasil. Cabral tiến hành cuộc thăm dò đầu tiên quan trọng bờ biển phía Đông Bắc của Nam Mỹ và tuyên bố khu vực mới phát hiện này cho Bồ Đào Nha. Trong khi các chi tiết của cuộc sống thời niên thiếu của Cabral là sơ sài, người ta được biết rằng ông xuất thân từ một gia đình quý tộc nhỏ và nhận được một nền giáo dục tốt. Ông được bổ nhiệm đứng đầu một đoàn thám hiểm tới Ấn Độ vào 1500, sau tuyến đường mới mở Vasco da Gama xung quanh châu Phi. Mục đích của chuyến khám phá này là trở về với gia vị có giá trị và thiết lập quan hệ thương mại ở Ấn Độ, bỏ qua sự độc quyền về thương mại gia vị vào lúc đó vốn nằm trong tay của các thương gia người Ả Rập, Thổ Nhĩ Kỳ và Ý.
Hạm đội của ông có 13 tàu khởi hành đi sâu vào phía tây Đại Tây Dương, có lẽ cố ý, nơi mà ông đã đổ bộ vào những gì ông đã bước đầu giả định là một hòn đảo lớn. Là vùng đất mới được trong phạm vi Bồ Đào Nha theo Hiệp ước Tordesillas, Cabral tuyên bố chủ quyền Hoàng gia Bồ Đào Nha. Ông khám phá bờ biển, nhận ra rằng khu vực đất rộng lớn có khả năng một lục địa, và gửi một con tàu để thông báo cho vua Manuel I về các lãnh thổ mới. Các lục địa đã được Nam Mỹ, và các vùng đất ông đã tuyên bố cho Bồ Đào Nha sau này được biết đến như là Brazil. Các hạm đội được cấp lại lương thực và sau đó quay sang phía đông để tiếp tục hành trình đến Ấn Độ.
Một cơn bão ở Đại Tây Dương phía Nam gây ra sự tổn thất đối với một số tàu, và sáu tàu còn lại cuối cùng gặp gỡ ở Mozambique trước khi tiếp tục đến Calicut ở Ấn Độ. Một cơn bão ở phía nam Đại Tây Dương phía Nam gây ra sự mất mát của một số tàu và sáu tàu còn lại cuối cùng gặp gỡ sau đó tại điểm hẹn ở kênh đào Mozambique trước khi tiếp tục cuộc hành trình để đến với Calicut ở Ấn Độ. Cabral là người đầu tiên thành công trong việc đàm phán quyền kinh doanh, nhưng các thương gia Ả Rập đã thấy liên doanh của Bồ Đào Nha như là một mối đe dọa cho sự độc quyền của họ và khuấy động một cuộc tấn công của cả hai người Hồi giáo và Ấn giáo vào các kho trung chuyển Bồ Đào Nha (hoặc cũng có thể là kho hàng của Bồ Đào Nha bị người Ả Rập đánh chiếm và đốt phá). Người Bồ Đào Nha bị nhiều thương vong và các cơ sở của họ đã bị phá hủy. Cabral đã trả thù bằng cách cướp bóc và đốt cháy các hạm đội Ả Rập và sau đó bắn phá thành phố để trả đũa những người cai trị của nó đã không giải thích các cuộc tấn công bất ngờ. Từ Calicut đoàn thám hiểm đi thuyền đến Vương quốc Cochin, một quốc gia-thành phố khác của Ấn Độ, nơi Cabral kết bạn với người vị vua của vương quốc và ông đã chất nhiều gia vị trước khi trở về châu Âu, tuy nhiên gia vị ở Cochin không phong phú như ở Calicut. Mặc dù có tổn thất về người và tàu nhưng chuyến đi của Cabral được coi là một thành công khi trở về Bồ Đào Nha. Lợi nhuận to lớn thu được từ việc bán các loại gia vị đã làm giàu cho Hoàng gia Bồ Đào Nha và đã giúp đặt nền tảng của một đế chế Bồ Đào Nha mà có thể kéo dài từ châu Mỹ đến Viễn Đông.
Cabral sau đó bị bỏ qua, có thể là kết quả của một cuộc tranh cãi với Manuel I, khi một đội mới được tập hợp để thiết lập một sự hiện diện mạnh mẽ hơn ở Ấn Độ. Bị thất sủng đối với nhà vua, ông nghỉ hưu và quay về cuộc sống riêng mà hồ sơ ghi chép hiện còn lại rất ít. Thành tựu của ông trôi vào quên lãng trong hơn 300 năm. Nhiều thập kỷ sau khi Brasil độc lập từ Bồ Đào Nha trong thế kỷ 19, danh tiếng của Cabral bắt đầu được phục hồi bởi Hoàng đế Pedro II của Brasil. Các nhà sử học từ lâu đã tranh luận liệu có phải Cabral đã phát hiện ra Brazil và liệu những phát hiện này là tình cờ hay cố ý. Câu hỏi đầu tiên đã được giải quyết bằng nhận xét rằng, cuộc gặp gỡ qua loa vài nhà thám hiểm trước khi khi ông đến hầu như không nhận thấy vào thời điểm đó và đóng góp gì cho sự phát triển trong tương lai và lịch sử của đất sẽ trở thành Brazil, quốc gia nói tiếng Bồ Đào Nha duy nhất ở châu Mỹ. Về câu hỏi thứ hai, không có sự đồng thuận nhất định đã được hình thành và các giả thuyết phát hiện cố ý thiếu bằng chứng vững chắc. Tuy nhiên, mặc dù ông đã bị lu mờ bởi nhà thám hiểm hiện đại, ngày nay Cabral được coi là một nhân vật chính của Thời đại Khám phá.